# Acanthomysis
Acanthomysis är ett släkte av kräftdjur som beskrevs av den ukrainske zoologen Voldemar Czerniavsky år 1882. Acanthomysis ingår i familjen Mysidae.

## Dottertaxa tillAcanthomysis, i alfabetisk ordning[1]
- Acanthomysis anomala
- Acanthomysis aokii
- Acanthomysis aspera
- Acanthomysis bispinosa
- Acanthomysis borealis
- Acanthomysis bowmani
- Acanthomysis brucei
- Acanthomysis californica
- Acanthomysis californiensis
- Acanthomysis crassispinosa
- Acanthomysis fluviatilis
- Acanthomysis fujinagai
- Acanthomysis hwanhaiensis
- Acanthomysis indica
- Acanthomysis koreana
- Acanthomysis leptura
- Acanthomysis longicauda
- Acanthomysis longicornis
- Acanthomysis longispina
- Acanthomysis macrops
- Acanthomysis meridionalis
- Acanthomysis okayamaensis
- Acanthomysis ornata
- Acanthomysis pelagica
- Acanthomysis platycauda
- Acanthomysis pseudomitsukurii
- Acanthomysis quadrispinosa
- Acanthomysis robusta
- Acanthomysis rotundicauda
- Acanthomysis sagamiensis
- Acanthomysis serrata
- Acanthomysis sheni
- Acanthomysis stelleri
- Acanthomysis strauchi
- Acanthomysis tamurai
- Acanthomysis tenella
- Acanthomysis tenuicauda
- Acanthomysis thailandica
- Acanthomysis trophopristes